# 上池袋
上池袋（日语：／ Kami-ikebukuro */?）是東京都豐島區的町名。現行行政地名為上池袋一丁目至上池袋四丁目。

## 地理
北鄰板橋區板橋，東北接北區瀧野川，東連西巢鴨，東南臨北大塚，南通東池袋，西南接西池袋、池袋，西臨池袋本町。地形上，南側為池袋台地北端，地勢較高，面舊谷端川的北側地勢較低。
上池袋位於池袋站、大塚站、板橋站中間，明治通貫穿町域。除了明治通沿線的商業區，其他為戰後形成的住宅區，町內多狹窄街道。

## 歷史
上池袋是長期與大規模開發無緣的地區。2007年，開始進行2005年癌研究會附屬醫院遷移後的土地再開發，2008年，5層樓商業建築Dressia Annex（ドレシア アネックス）竣工。2009年，22層樓的Dressia Tower（ドレシア タワー）與8層樓的Dressia Park（ドレシア パーク）兩棟出租住宅竣工。

### 沿革
- 鎌倉時代 整備鎌倉街道中道（なかつみち）。（現宮仲橋至上池袋二丁目交差點的街道）
- 1573年（天正元年）左右 子安稻荷神社再興。
- 江戶以前 屬朱引線（寺社奉行管轄地）、墨引線（江戶町奉行管轄地）外，當時多為未開發土地、農田。
- 1878年（明治11年） 郡區町村編制法施行，成立北豐島郡。下設池袋村、新田堀之內村與堀之內村。
- 1885年（明治18年） 日本鐵道品川站 - 赤羽站間通車。板橋站開業。
- 1889年（明治22年） 町村制施行，北豐島郡巢鴨村（日语：巣鴨村）成立。大字池袋、大字堀之內、大字新田堀之內為現在的上池袋。
- 1903年（明治36年） 日本鐵道池袋站開業，池袋站 - 田端站間通車。
- 1914年（大正3年） 東上鐵道池袋站 - 田面澤站（現川越市站 - 霞關站間）間通車。
- 1918年（大正7年） 巢鴨村施行町制，為西巢鴨町（日语：西巣鴨町）。
- 1920年（大正9年） 製作佐久間糖的佐久間製菓（日语：佐久間製菓）株式會社工廠於現在的上池袋二丁目5番竣工。
- 1922年（大正11年） 東京府北豐島郡巢鴨村宮仲（現上池袋一丁目。）創立舊制巢鴨中學校。
- 1926年（昭和2年） 收購省線池袋車庫用地。
- 1929年（昭和4年） 省線池袋車庫啟用。
- 1932年（昭和7年） 西巢鴨町編入東京市豐島區。現在的上池袋相當於當時的池袋一丁目與池袋七丁目一部分、池袋八丁目全域、堀之內町全域、西巢鴨二丁目一部分。
- 1934年（昭和9年） 東武東上線東武堀之內站開業。
- 1934年（昭和9年） 癌研究會、癌研究會附屬醫院設於池袋一丁目。
- 1945年（昭和20年）4月13日 東京大空襲，大半地區受災。東武堀之內站毀壞。
- 1947年（昭和22年）8月29日 東武堀之內站廢止。
- 1951年（昭和26年）9月1日 北池袋站在東武堀之內站舊址開業。
- 1957年（昭和32年）1月12日　都營無軌電車（日语：都営トロリーバス）103系統池袋站前 - 龜戶四丁目間通車。
- 1966年（昭和41年）11月 池袋大橋（日语：池袋大橋）開通。在此之前，JR線、東武東上線鎌倉第二平交道常造成交通堵塞。
- 1968年（昭和43年）3月31日 都營無軌電車（日语：都営トロリーバス）103系統廢止。
- 1969年（昭和44年）4月1日 住居表示變更，成立上池袋。
- 1985年（昭和60年）5月8日 國鐵池袋電車區（日语：池袋運転區）內進行調車作業（日语：入換 (鉄道)）的山手線車輛發生爆衝事故衝入民家。
- 1999年（平成11年）6月 豐島清掃工場（日语：豊島清掃工場）開始運作。
- 2003年（平成15年） 町內接連發起高層公寓反對運動。
- 2005年（平成17年）2月 癌研究會與附屬醫院移至江東區有明。
- 2007年（平成19年）7月 癌研究會舊址開發計畫「上池袋計畫」動工。
- 2007年（平成19年）9月 歐力士不動產（日语：オリックス不動産）、House Mate（日语：ハウスメイト） Partners發表「上池袋計畫」概要。
- 2008年（平成20年）9月 「上池袋計畫」商業棟Dressia Annex（ドレシア アネックス）開幕。
- 2009年（平成21年）2月，5月 「上池袋計畫」出租住宅棟的Dressia Tower（ドレシア タワー）與Dressia Park（ドレシア パーク）竣工。

## 交通

### 鐵路
町域南端為JR山手線，西端為赤羽線、東武東上線。雲雀谷平交道以南的板橋站與赤羽線屬上池袋。
- 板橋站 - 站體南半部。月台往池袋方向一半以上屬上池袋四丁目，未設出入口。

### 巴士
明治通上有都營巴士路線行經（王40、王55、草63、草64、深夜02）。
巴士站
- 上池袋1丁目停留所 往王子、拔刺地藏、淺草雷門方向設於上池袋二丁目。
- 上池袋3丁目停留所 往池袋方向設於上池袋一丁目。
- 上池袋4丁目停留所 往池袋方向設於西巢鴨一丁目。

### 道路
- 首都高速5號池袋線 - 川越街道上方高架。
- 國道254號（川越街道） - 鄰近町域西南端。
- 明治通 - 南北貫穿町域。東側為上池袋一丁目。西側為上池袋二丁目～上池袋四丁目。
- 東京都道436號小石川西巢鴨線（宮仲公園通） - 舊稱「癌研通」。連結大塚站與北池袋站，東西貫穿町內。南側為上池袋三丁目，北側為上池袋四丁目。
- 池袋大橋（日语：池袋大橋） - 日劇池袋西口公園的拍攝場景。

## 設施
- 上池袋圖書館
- 上池袋社區中心
- 警視廳池袋警察署上池袋交番（日语：池袋警察署）
- 豐島清掃工場（日语：豊島清掃工場）
- 池袋運動中心
- 帝京平成大學（日语：帝京平成大学）
- 巢鴨中學校、高等學校（日语：巣鴨中学校・高等学校）
- 豐島區立池袋第一小學校
- 豐島區立豐成小學校
- 上池袋郵便局
- JR東日本東京支社（日语：東日本旅客鉄道東京支社）池袋運轉區
- APA HOTEL東京板橋
- 上池袋中央公園

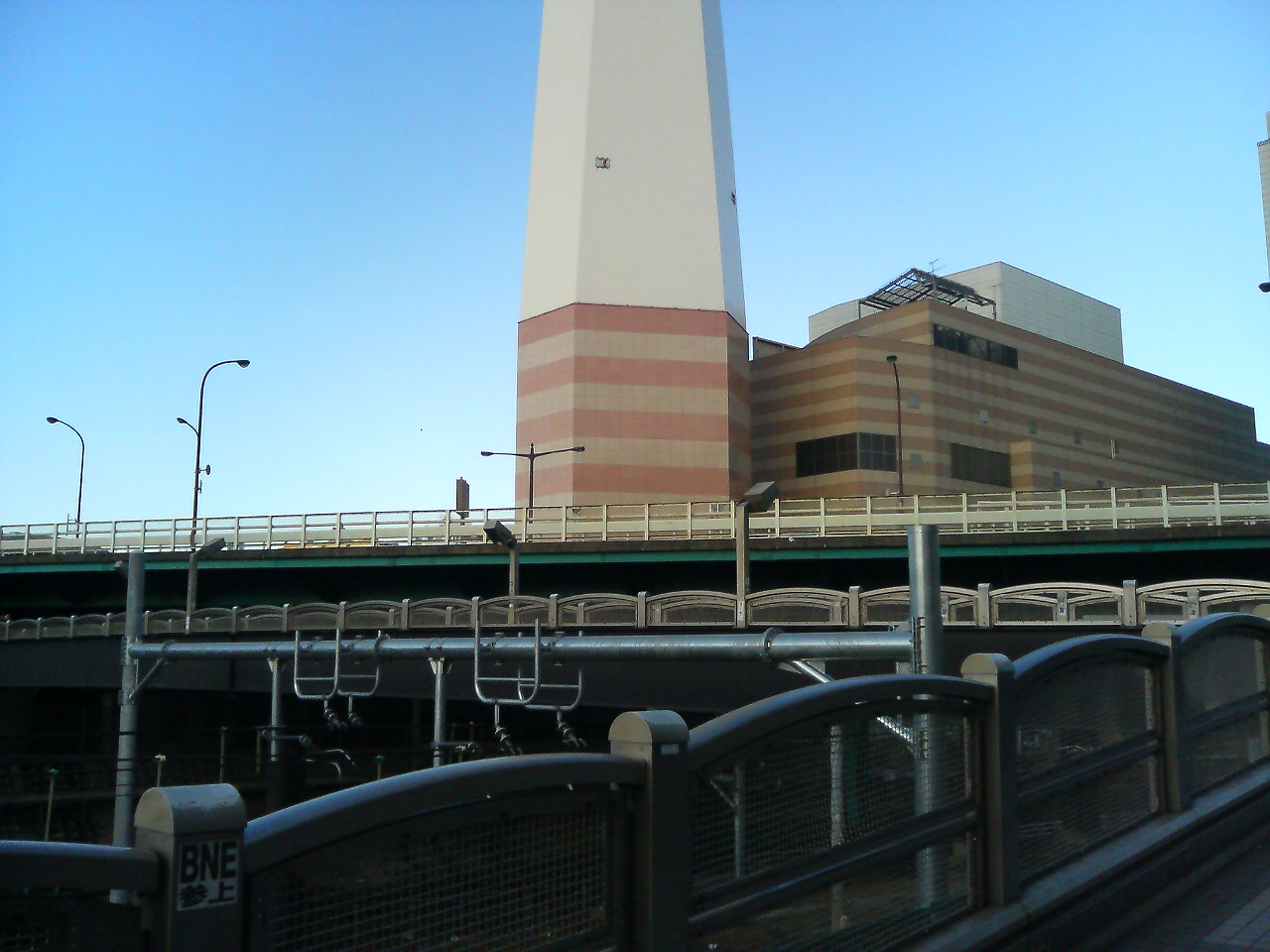
池袋大橋與豐島清掃工場（2007年1月）

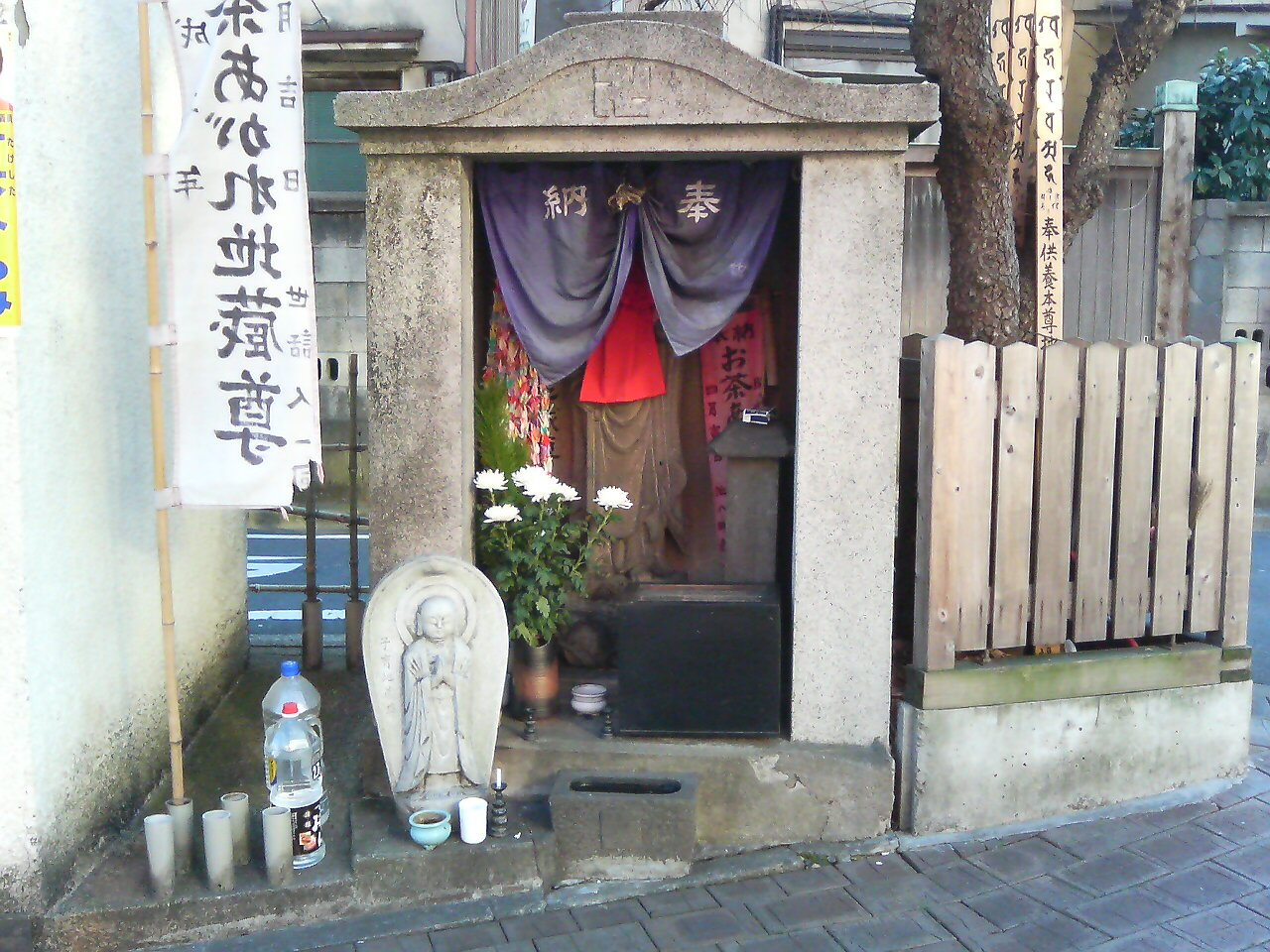
お茶あがれ地蔵（2007年1月）

- 宮仲公園 -  真宗大學（大谷大學前身）發源地。
- 上池袋東公園
- 上池袋公園
- 上池袋櫻花公園
- 堀之內公園
- 豐島中央醫院
- 妙經寺 - 日蓮宗佛教寺院。山號最上山。
- 中國嵩山少林寺廟
- お茶あがれ地蔵 - 豐島區內的靈異景點，與陽光城、雜司谷靈園並列。位於交番旁，近北池袋站。
- 子安稻荷神社 - 安產神。

### 商業設施
商業區幾乎集中在明治通旁。商店街有上池袋商店街、大塚銀之鈴通商店街（大塚北口商榮會）。
- 東京Toyopet（日语：東京トヨペット） （池袋店）
- 丸悅petit（日语：マルエツ） （上池袋店）
- Peacock Store（日语：ピーコックストア） （上池袋店）
- 7-Eleven （上池袋1丁目店、上池袋2丁目店、上池袋3丁目店）
- Ministop （上池袋4丁目店）
- FamilyMart （上池袋4丁目店）
- 山崎商店（日语：ヤマザキショップ） （ほまれや店，上池袋4丁目）
- LAWSON STORE 100（日语：ローソンストア100） （上池袋店）
- 日本租車上池袋營業所
- Origin便當（日语：オリジン東秀）上池袋店

## 備註
1. ↑  住民基本台帳による年齢別人口（平成26年7月1日現在）[永久]

## 外部連結
- 豐島區官方網站（页面存档备份，存于）
- 東京都豐島區町會聯合會
- Dressia上池袋